# Ostermiething
Ostermiething osztrák mezőváros Felső-Ausztria Braunau am Inn-i járásában. 2018 januárjában 3296 lakosa volt.

## Elhelyezkedése

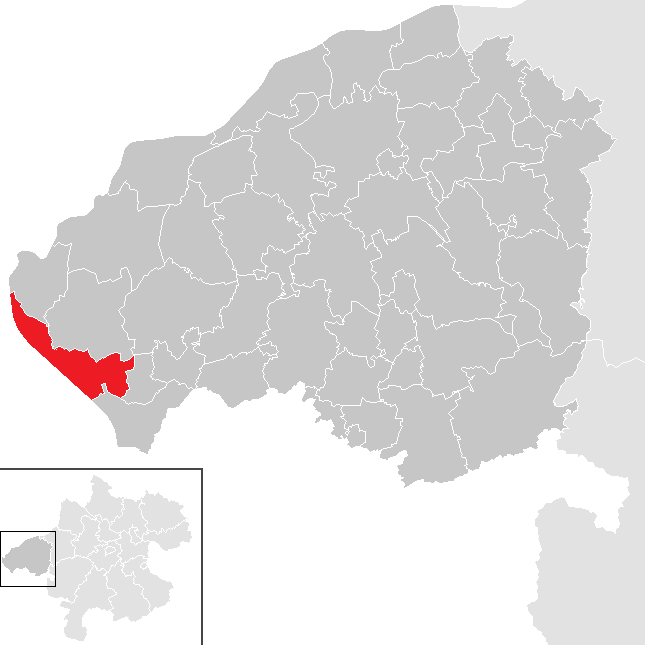
Ostermiething a Braunau am Inn-i járásban

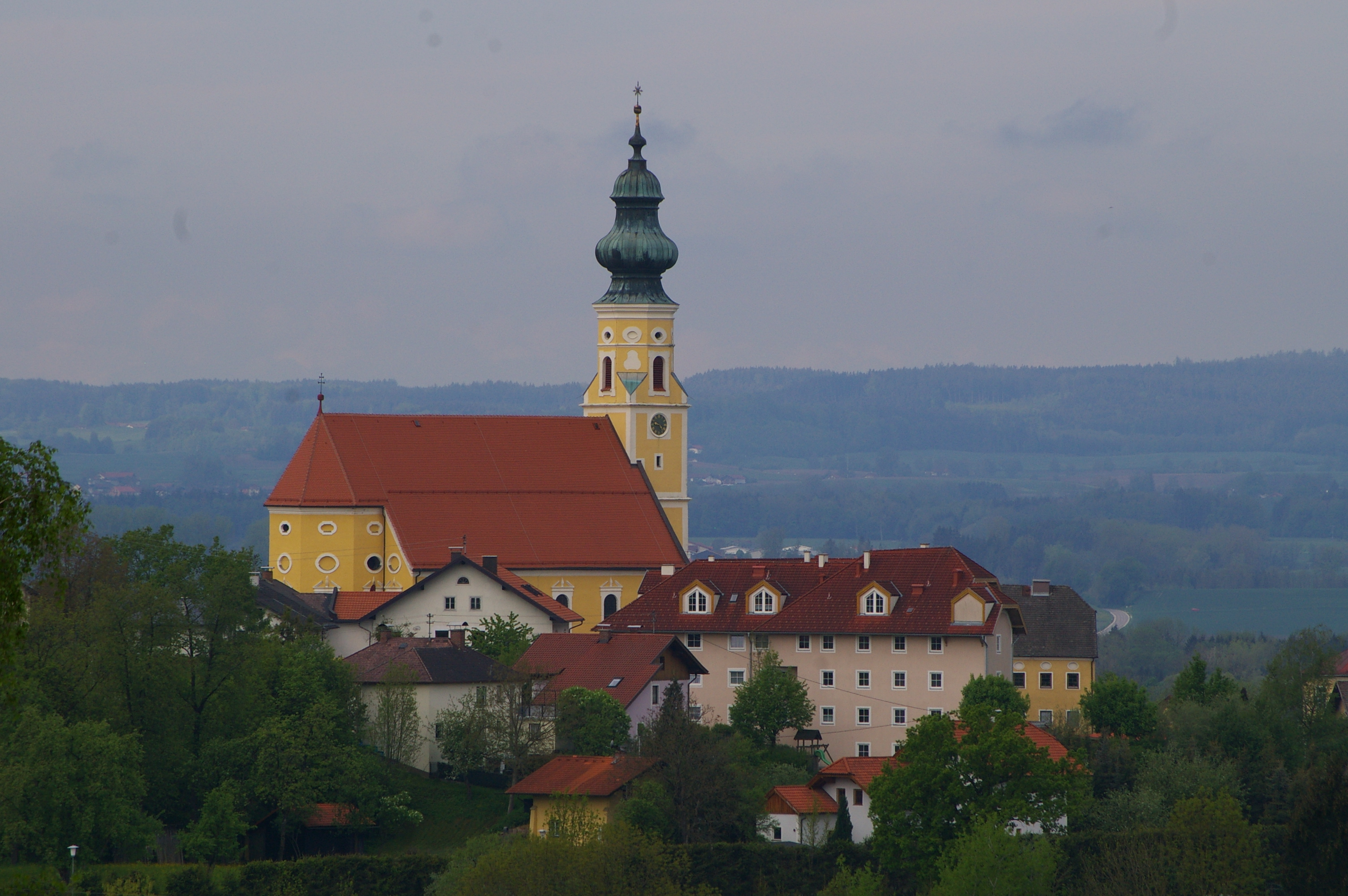
A Mária mennybevétele-plébániatemplom

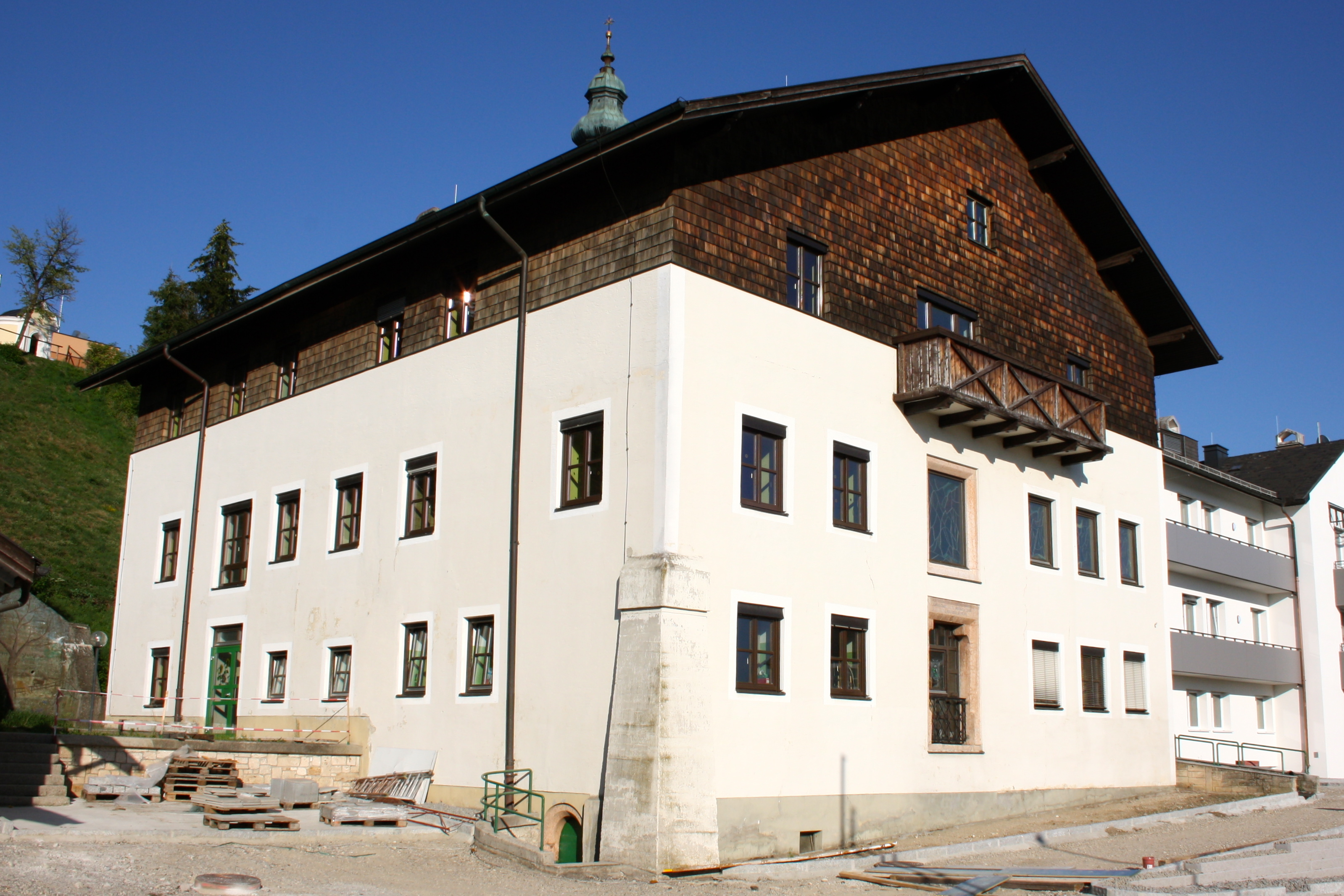
A régi plébánia

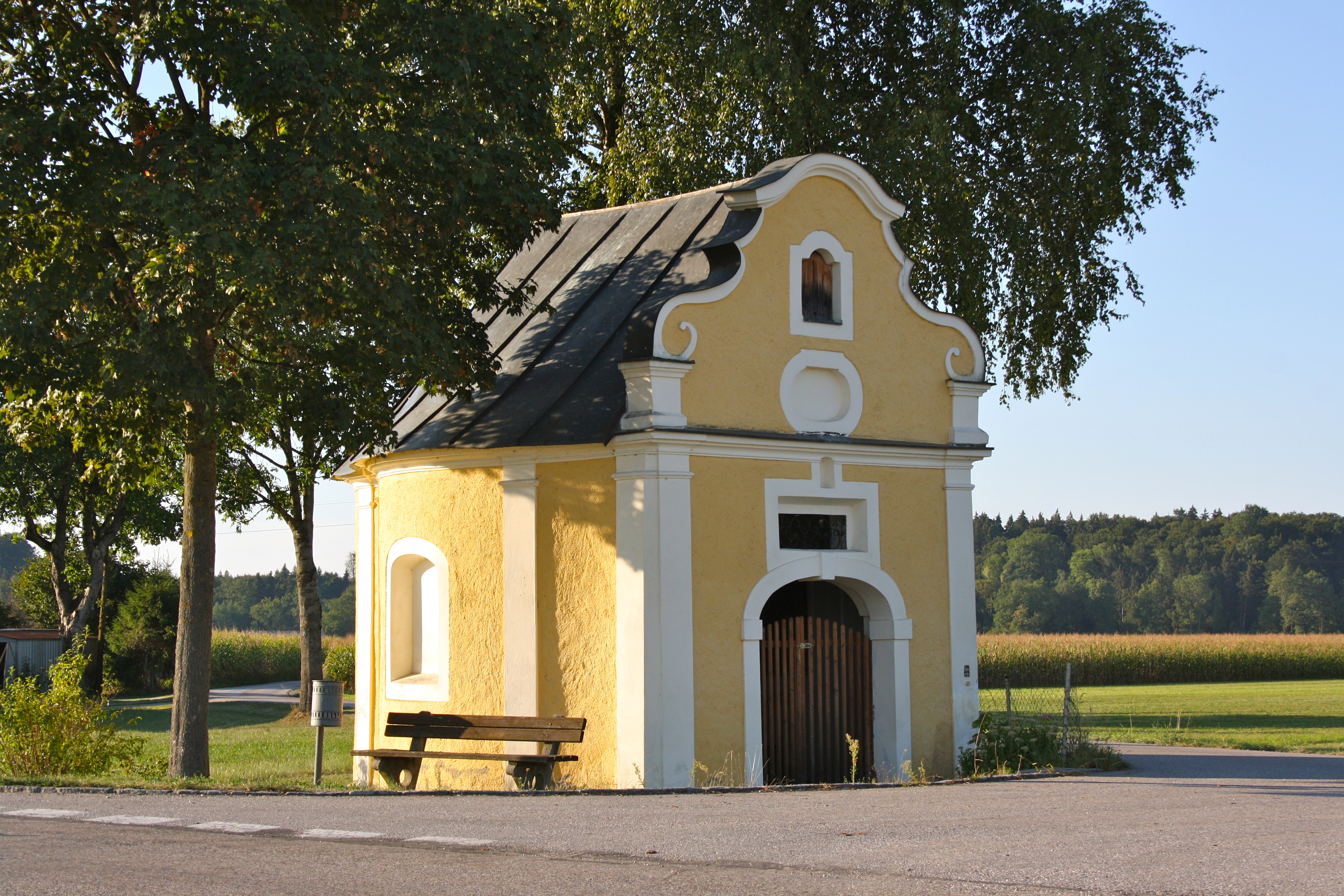
A Dietrich-kápolna

Ostermiething Felső-Ausztria Innviertel régiójában fekszik a Salzach folyó jobb partján, közvetlenül a német határ mentén. Területének 25,8%-a erdő, 59,9% mezőgazdasági művelés alatt áll. Az önkormányzat 14 településrészt és falut egyesít: Diepoltsdorf (84 lakos 2018-ban), Ernsting (291), Ettenau (99), Felm (27), Gumpling (177), Hollersbach (5), Marktl (29), Ortholling (12), Ostermiething (2154), Roidham (12), Simling (167), Sinzing (164), Steinbach (36) és Wimm (39).
A környező önkormányzatok: északnyugatra Sankt Radegund, északra Tarsdorf, keletre Haigermoos, délkeletre Sankt Pantaleon, délre Fridolfing, nyugatra Tittmoning (utóbbi kettő Németországban).

## Története
Ostermiething területe kb. i.e. 600-tól Noricum kelta királyságához tartozott, amelyet i.e 15-ben bekebelezett a Római Birodalom és i.sz. 400-ig római uralom alatt maradt. 500 körül a bajor Agilolfing-dinasztia épített udvarházat Ostermiething helyén, amelyet a frankok idején császári erődítménnyé bővítettek. Egyházi szempontból a település 739-től egészen 1784-ig a salzburgi érsek felügyelete alá tartozott, utána pedig a linzi püspökséghez került. Nevét 740-ben említik először, amikor Odilo bajor herceg a bischofshofeni apátságnak adományozta. 900 és 955 között a kalandozó magyarok többször kifosztották a térség településeit. 1025-ben II. Henrik császár özvegye a freisingi püspöknek adományozta ostermiethingi birtokait, amelyet 1052-ben a Rohr nemzetség vásárolt meg. Önálló egyházközséggé 1163-ban, Oroszlán Henrik herceg uralma alatt vált. 1250-1256 között II. Ottokár cseh és passaui hadai fosztották ki a környező falvakat. 1292-ben III. Ottó alsó-bajoroszági herceg vásárolta meg a von Rohr család 11 ostermiethingi jobbágytelkét. 1322-ben Szép Frigyes magyar segédcsapatai pusztították el a falut. A harmincéves háború alatt a vonuló hadseregek fosztogatták a lakosokat, 1634-35-ben pedig az egyházközségben 340 embert vitt el a pestis. A járvány 1649-ben visszatért és ismét kb. 400 áldozatot szedett. 1676-ban elkezdték az új templom építését, amelyet 1682-ben szenteltek fel. 1713-ban kitört az utolsó pestisjárvány, amely ismét sok áldozattal járt.  
1779-ben a bajor örökösödési háborút lezáró tescheni béke következtében az addig Bajorországhoz tartozó teljes Innviertel Ausztriához került át. A napóleoni háborúk során 1809-ben a régiót a franciákkal szövetséges Bajorország visszavette, majd Napóleon bukása után ismét Ausztriáé lett. 
A település az első világháborúban 54 lakosát vesztette el; a második világháborúban mintegy 100-an vesztek oda. A köztársaság 1918-as megalakulásakor Ostermiethinget Felső-Ausztria tartományhoz sorolták. 1927-ben a községet mezővárosi angra emelték. Miután Ausztria 1938-ban csatlakozott a Német Birodalomhoz, az Oberdonaui gau része lett; a második világháború után visszakerült Felső-Ausztriához. 1959-ben a Salzach kilépett a medréből és 39 házat elárasztott; 185 lakost evakuáltak. 2002-ben egy még magasabb árvíz során 35 házat ürítettek ki és 120 lakost helyeztek át ideiglenesen.

## Lakosság
Az ostermiethingi önkormányzat területén 2018 januárjában 3296 fő élt. A lakosságszám 1939 óta gyarapodó tendenciát mutat. 2016-ban a helybeliek 86,2%-a volt osztrák állampolgár; a külföldiek közül 4,9% a régi (2004 előtti), 4% az új EU-tagállamokból érkezett. 2,9% a volt Jugoszlávia (Szlovénia és Horvátország nélkül) vagy Törökország, 1,9% egyéb országok polgára. 2001-ben a lakosok 88,2%-a római katolikusnak, 1,5% evangélikusnak, 2,8% mohamedánnak, 5,2% pedig felekezeten kívülinek vallotta magát. Ugyanekkor 8 magyar élt a mezővárosban. A legnagyobb nemzetiségi csoportot a német (94,4%) mellett a horvátok alkották 2,5%-kal. 

## Látnivalók
- a Mária mennybevétele-plébániatemplom Josef Vilzkotter von Steckenbach tervei alapján épült barokk stílusban, rokokó motívumokkal
- a volt plébánia (ma gondozóotthon) 1462-ben épült. 1941-ben késő gótikus freskókat tártak fel benne, amelyek egy abszurd világot ábrázolnak, ahol a madarak a vízben, a halak pedig a fákon élnek.
- a Dietrich-kápolna

## Fordítás
- Ez a szócikk részben vagy egészben  az   Ostermiething című német Wikipédia-szócikk ezen változatának fordításán alapul.  Az eredeti cikk szerkesztőit annak laptörténete sorolja fel. Ez a jelzés csupán a megfogalmazás eredetét és a szerzői jogokat jelzi, nem szolgál a cikkben szereplő információk forrásmegjelöléseként.